# Коссаковский, Антоний (каштелян)
Антоний Коссаковский (1735 — 25 сентября 1798) — государственный деятель Великого княжества Литовского, последний каштелян инфлянтский (1789—1795), депутат Четырёхлетнего сейма.

## Биография
Представитель знатного литовского шляхетского рода Коссаковских герба Слеповрон. Второй сын стольника жмудского и стражника ковенского Доминика Коссаковского (1711—1743) и Марианны Забелло. Братья — воевода витебский и браславский Михаил, епископ инфлянтский Юзеф Казимир и великий гетман литовский Шимон Мартин.
Будучи представителем знатного литовского рода, Антоний Коссаковский занимал ряд государственных и военных должностей. В 1759 году — стражник и подстароста ковенский, был избран депутатом Литовского Трибунала. В 1762 году — хорунжий пятигорской хоругви в литовских войсках. В 1765 году получил должность писаря земского ковенского.
В 1777 году Антоний Коссаковский, знавший кириллицу и старобелорусский язык, был приглашен в Варшаву для участия в создании копии Метрики ВКЛ. В 1780 году был избран послом от Ковенского повета на сейм. В 1783 году получил должность подкомория ковенского и Орден Святого Станислава.
В 1784 году при содействии российского посланника Магнуса фон Штакельберга Антоний Коссаковский попытался добиться должности каштеляна минского, но эту должность занял Шимон Забелло. В 1786 году претендовал на мстиславскую каштелянию, которую успел перехватить Юзеф Храповицкий.
В 1788 году Антоний Коссаковский был избран депутатом от Ковенского повета на Четырёхлетний сейм (1788—1792). Участвовал в комиссии по проверке войского департамента, в 1789 году был избран сеймовым судьей. В дальнейшем не участвовал в работе сейма и представлял Ковенский повет в Трибунале Великого княжества Литовского. 30 сентября 1789 году получил должность каштеляна инфлянтского. В 1791 году стал кавалером Ордена Белого Орла. В 1792 году российский посланник Яков Булгаков внёс имя Анония Коссаковского в список польско-литовских послов и сенаторов, выступавших против новой конституции Речи Посполитой, принятой 3 мая 1791 года.
В 1792 году каштелян инфлянтский Антоний Коссаковский присоединился к Тарговицкой конфедерации, где выполнял функции советника генеральной литовской конфедерации.
В 1794 году во время восстания под руководством Тадеуша Костюшко Антоний Коссаковский был арестован в своём имении Марцинишках повстанческим отрядом под командованием князя Ромуальда Гедройца. Был обвинен в государственной измене и должен был предстать перед судом, но по личному распоряжению самого Тадеуша Костюшко был освобожден. Двое его братьев были повешены повстанцами.
25 сентября 1798 года Антоний Коссаковский скончался в своём имении — Марцинишки поблизости от Ковно.

## Семья
С 1763 года был женат на Элеоноре Страшевич. Его сын Юзеф Антоний Коссаковский (1772—1842) был бригадным генераломом армии Великого герцогства Варшавского и флигель-адъютантом императора Наполеона.